# Masters en or de snooker
Le Masters en or de snooker est un ancien tournoi de snooker professionnel sur invitation disputé à Newtownards en juin 1978 et 1979 et ne comptant pas pour le classement mondial. 

## Historique
Organisé par la WPBSA au Queen's Hall et sponsorisé par McEwans Lager, le tournoi voit s'affronter quatre joueurs : Ray Reardon, Dennis Taylor, Doug Mountjoy et Graham Miles. La première édition a été remportée par le Gallois Doug Mountjoy et la seconde par son compatriote Ray Reardon.

## Palmarès
| Année                      | Vainqueur                  | Finaliste                  | Score                      | Saison                     |                            |
| Masters en or (non classé) | Masters en or (non classé) | Masters en or (non classé) | Masters en or (non classé) | Masters en or (non classé) | Masters en or (non classé) |
| -------------------------- | -------------------------- | -------------------------- | -------------------------- | -------------------------- | -------------------------- |
| 1978                       | Doug Mountjoy              | Ray Reardon                | 4-2                        | 1977-1978                  |                            |
| 1979                       | Ray Reardon                | Graham Miles               | 4-2                        | 1978-1979                  |                            |